# Aegocera tripartita
Aegocera tripartita är en fjärilsart som beskrevs av Kirby 1880. Aegocera tripartita ingår i släktet Aegocera och familjen nattflyn. Inga underarter finns listade i Catalogue of Life.